# Campeonato Paraguaio de Futebol de 2017 - Apertura
O Torneio Apertura do Campeonato Paraguaio de Futebol de 2017 foi o 116º torneio desta competição. Doze equipes participaram da disputa. O General Caballero Sport Club e o Club River Plate foram rebaixados no ano anterior e deram lugar ao Independiente de Campo Grande e ao Sportivo Trinidense. Foi o primeiro torneio da principal divisão do futebol paraguaio na temporada de 2017, pois, conforme o regulamento, há até dois campeões paraguaios por ano, sem a necessidade de final entre eles. O Libertad foi o campeão e garantiu uma das quatro vagas paraguaias na Copa Libertadores da América de 2018. As outras três vagas serão para o campeão do Torneio Clausura de 2017 e os dois mais bem colocados na tabela geral (somando os pontos dos Torneios Apertura e Clausura), exceto os campeões de ambos os campeonatos. Para a Copa Sul-Americana de 2018, estarão classificados os quatro melhores clubes na tabela de pontuação total, excetuando os clubes já garantidos na Libertadores.

## Sistema de disputa
Doze equipes disputaram a competição: as dez primeiras colocadas na tabela geral da competição de 2016 e as duas primeiras colocadas na segunda divisão de 2016. Todos os times fazem parte da Grande Assunção, região metropolitana que inclui a capital paraguaia. Os doze clubes se enfrentaram em sistema de todos contra todos, em jogos de ida e volta, totalizando 22 rodadas. Ao fim dessas rodadas, a equipe com mais pontos foi declarada campeã e garantiu vaga para a Copa Libertadores da América de 2018.

## Equipes participantes
| Equipe                        | Cidade      | Departamento     | Em 2016 | Estádio                | Capac. | Títulos                                                  | Part. |
| ----------------------------- | ----------- | ---------------- | ------- | ---------------------- | ------ | -------------------------------------------------------- | ----- |
| Cerro Porteño                 | Assunção    | Distrito Capital | 5º      | General Pablo Rojas    | 32.910 | 31 (último em Apertura de 2015)                          | 107   |
| Deportivo Capiatá             | Capiatá     | Central          | 4º      | Municipal de Capiatá   | 5.000  | 0 (não possui)                                           | 8     |
| General Díaz                  | Luque       | Central          | 9º      | General Adrián Jara    | 3.300  | 0 (não possui)                                           | 8     |
| Guaraní                       | Assunção    | Distrito Capital | 1º      | Rogelio Livieres       | 6.000  | 11 (último em Clausura de 2016)                          | 115   |
| Independiente de Campo Grande | Assunção    | Distrito Capital | 1º (B)  | Estádio Ricardo Gregor | 1.500  | 0 (não possui)                                           | 5     |
| Libertad                      | Assunção    | Distrito Capital | 3º      | Dr. Nicolás Leoz       | 10.000 | 19 (último em Apertura de 2016)                          | 110   |
| Nacional                      | Assunção    | Distrito Capital | 6º      | Arsenio Erico          | 4.000  | 9 (1909, 1911, 1924, 1926, 1942, 1946, 2009, 2011, 2013) | 108   |
| Olimpia                       | Assunção    | Distrito Capital | 2º      | Manuel Ferreira        | 15.000 | 40 (último em Clausura de 2015)                          | 115   |
| Rubio Ñu                      | Assunção    | Distrito Capital | 11º     | La Arboleda            | 5.000  | 0 (não possui)                                           | 33    |
| Sol de América                | Villa Elisa | Central          | 7º      | Luis Alfonso Giagni    | 5.000  | 2 (1986, 1991)                                           | 107   |
| Sportivo Luqueño              | Luque       | Central          | 8º      | Feliciano Cáceres      | 25.000 | 2 (1951,1953)                                            | 91    |
| Sportivo Trinidense           | Assunção    | Distrito Capital | 2º (B)  | Estádio Martín Ledesma | 3.000  | 0 (não possui)                                           | 3     |

## Classificação final
- Finalizado em 24 de junho[3]

| Pos | Equipe              | PG | J  | V  | E  | D  | GP | GC | SG  |
| --- | ------------------- | -- | -- | -- | -- | -- | -- | -- | --- |
| 1   | Libertad            | 49 | 22 | 15 | 4  | 3  | 40 | 14 | +26 |
| 2   | Guaraní             | 48 | 22 | 15 | 3  | 4  | 48 | 31 | +17 |
| 3   | Olimpia             | 36 | 22 | 9  | 9  | 4  | 32 | 23 | +9  |
| 4   | Cerro Porteño       | 35 | 22 | 11 | 2  | 9  | 26 | 26 | 0   |
| 5   | Sol de América      | 34 | 22 | 8  | 10 | 4  | 31 | 17 | +14 |
| 6   | Independiente-CG    | 29 | 22 | 7  | 8  | 7  | 27 | 27 | 0   |
| 7   | General Díaz        | 25 | 22 | 6  | 7  | 9  | 22 | 32 | -10 |
| 8   | Deportivo Capiatá   | 24 | 22 | 7  | 3  | 12 | 21 | 31 | -10 |
| 9   | Nacional            | 23 | 22 | 5  | 8  | 9  | 24 | 30 | -6  |
| 10  | Rubio Ñu            | 20 | 22 | 4  | 8  | 10 | 25 | 35 | -10 |
| 11  | Sportivo Luqueño    | 17 | 22 | 3  | 8  | 11 | 21 | 33 | -12 |
| 12  | Sportivo Trinidense | 15 | 22 | 1  | 12 | 9  | 23 | 41 | -18 |

## Premiação
| Campeão Paraguaio de 2017 Primeira Divisão - Apertura |
| Assunção                                              |
| ----------------------------------------------------- |
| Libertad Campeão (20º título)                         |